# Дарваш, Миклош
Ми́клош Да́рваш (венг. Darvas Miklós; 6 июня 1949, Будапешт) — венгерский гребец-каноист, выступал за сборную Венгрии в первой половине 1970-х годов. Участник летних Олимпийских игр в Мюнхене, обладатель золотой и серебряной медалей чемпионатов мира, победитель многих регат национального и международного значения.

## Биография
Миклош Дарваш родился 6 июня 1949 года в Будапеште. Активно заниматься греблей начал с раннего детства, проходил подготовку в Сегеде в местном спортивном клубе Szegedi Egyetemi és Olajbányász Sport Club.
Первого серьёзного успеха на взрослом международном уровне добился в 1972 году, когда попал в основной состав венгерской национальной сборной и благодаря череде удачных выступлений удостоился права защищать честь страны на летних Олимпийских играх в Мюнхене — для этого ему вместе с напарником Петером Поважаи пришлось победить в тяжёлой конкурентной борьбе многолетних лидеров сборной Тамаша Вихмана и Дьюлу Петриковича. В итоге на Играх он благополучно добрался до финала километровой дисциплины двухместных каноэ, но в решающем заезде показал лишь пятый результат, уступив на финише экипажам из СССР, Румынии, Болгарии и ФРГ.
После неудачного выступления на мюнхенской Олимпиаде Дарваш, тем не менее, остался в основном составе гребной команды Венгрии и продолжил принимать участие в крупнейших международных регатах. Так, в 1973 году он представлял страну на чемпионате мира в финском Тампере, где обогнал всех своих соперников в зачёте одиночных каноэ на 500 метрах и завоевал тем самым золотую медаль. Два года спустя на мировом первенстве в югославском Белграде пытался вернуть себе чемпионский титул в той же дисциплине, однако на сей раз проиграл на финише советскому гребцу Сергею Петренко и вынужден был довольствоваться серебром. Вскоре по окончании этих соревнований принял решение завершить спортивную карьеру, уступив место в сборной молодым венгерским гребцам.